# حلة عباس
 حلة عباس هي قرية تقع في وسط السودان إلى الغرب من النيل الأزرق ومدينة أبوعشر بمسافة 15 كيلومتر، وهي قرية يعمل غالبية أهلها بالزراعة ومنتجاتها بحكم أنها تقع في وسط مشروع الجزيرة الزراعي الشهيرأكبر المشاريع الزراعية في السودان.

## المساحة
تمتد طولا في مساحة (1.04)كيلومتر(0.90)ميل ، وعلى عرض (0.64)كيلومتر.